# امربومی
امربومی (به لاتین: Amarbhumi) یک منطقهٔ مسکونی در نپال است که در Dhawalagiri Zone واقع شده‌است.

## خصوصیات
امربومی ۲٬۲۴۸ نفر جمعیت دارد.